# ISO 3166-2:ET
ISO 3166-2:ET is een ISO-standaard met betrekking tot de zogenaamde geocodes. Het is een subset van de ISO 3166-2 tabel, die specifiek betrekking heeft op Ethiopië. 
De gegevens werden tot op 27 november 2015 geüpdatet op het ISO Online Browsing Platform (OBP). Hier worden 9 staten - state (en) / État régional (fr) / kilil (am) - en 2 administraties - administration (en) / administration (fr) / āstedader (am) - gedefinieerd.
Volgens de eerste set, ISO 3166-1, staat ET voor Ethiopië, het tweede gedeelte is een tweeletterige code.

## Codes
| Code  | Engels                                      | Amhaars                                  | Categorie     |
| ----- | ------------------------------------------- | ---------------------------------------- | ------------- |
| ET-AA | Addis Ababa                                 | Ādīs Ābeba                               | administratie |
| ET-AF | Afar                                        | Āfar                                     | staat         |
| ET-AM | Amara                                       | Āmara                                    | staat         |
| ET-BE | Benshangul-Gumaz                            | Bīnshangul Gumuz                         | staat         |
| ET-DD | Dire Dawa                                   | Dirē Dawa                                | administratie |
| ET-GA | Gambela Peoples                             | Gambēla Hizboch                          | staat         |
| ET-HA | Harari People                               | Hārerī Hizb                              | staat         |
| ET-OR | Oromia                                      | Oromīya                                  | staat         |
| ET-SO | Somali                                      | Sumalē                                   | staat         |
| ET-SN | Southern Nations, Nationalities and Peoples | YeDebub Bihēroch Bihēreseboch na Hizboch | staat         |
| ET-TI | Tigrai                                      | Tigray                                   | staat         |